# Rombicosidodecaedro girobidiminuído
Em geometria, o rombicosidodecaedro girobidiminuído é um dos sólidos de Johnson (J82). Pode ser construído removendo-se duas cúpulas pentagonais e rotacionando uma terceira cúpula pentagonal em 36 graus.